# Srisailam Project (RFC) Township
Srisailam Project (RFC) Township è una suddivisione dell'India, classificata come census town, di 23.257 abitanti, situata nel distretto di Kurnool, nello stato federato dell'Andhra Pradesh. In base al numero di abitanti la città rientra nella classe III (da 20.000 a 49.999 persone). La città prende nome dal progetto di una diga sul fiume Krishna; l'acronimo RFC sta per Right Flank Colony.

## Geografia fisica
La città è situata a 16° 4' 60 N e 78° 52' 0 E e ha un'altitudine di 409 m s.l.m..

## Società

### Evoluzione demografica
Al censimento del 2001 la popolazione di Srisailam Project (RFC) Township assommava a 23.257 persone, delle quali 12.529 maschi e 10.728 femmine. I bambini di età inferiore o uguale ai sei anni assommavano a 3.043, dei quali 1.536 maschi e 1.507 femmine. Infine, coloro che erano in grado di saper almeno leggere e scrivere erano 14.515, dei quali 9.187 maschi e 5.328 femmine.